# بيتر كاسويل
بيتر كاسويل (بالإنجليزية: Peter Caswell)‏ هو لاعب كرة قدم بريطاني، ولد في 16 يناير 1957 في Leatherhead ‏ في المملكة المتحدة. لعب مع كريستال بالاس ونادي تلفورد يونايتد ونادي كرو ألكساندرا.